# アバーナント
アバーナント (Abernant) とはイギリスで生産されイギリスで調教を受けた競走馬である。競走馬引退後は種牡馬として活躍した。
主戦騎手はゴードン・リチャーズ。

## 戦跡
デビュー戦はスタートで出遅れて2着だったものの、その後ミドルパークステークス勝ちなどを含む6連勝で2000ギニーへ向かう。が、果敢に逃げたもののゴール前にニンバスに捉えられ、ハナ差で敗戦を喫してしまい連勝もストップする。しかしこの後ダービーステークスには向かわずに短距離路線に照準を合わせてキングズスタンドステークスやジュライカップ、ナンソープステークスなど、イギリス短距離路線の所謂「王道レース」を全て圧勝という結果で総なめにした。古馬になってからの初戦も制し、再び連勝を5とするが、連覇を目指したキングズスタンドステークスは珍しく後方から追い込むもタングルに届かず2着と惜敗してしまう。しかしこれが生涯最後の敗戦で、続くジュライカップ、キングジョージステークス、ナンソープステークスをどれも圧勝で連覇、堂々の成績を残して現役を引退した。

### 年度別競走成績
※当時グループ制なし
- 1948年（6戦5勝） - ミドルパークステークスなど
- 1949年（6戦5勝） - キングズスタンドステークス、ジュライカップ、 ナンソープステークスなど
- 1950年（5戦4勝） - ジュライカップ、ナンソープステークスなど

## 種牡馬時代
主に短距離からマイルの競走を得意とする産駒を輩出したが、G1級競走を複数制するような馬は出て来なかった。現在の競走馬の血統からは母系からでのみ名前を確認することが出来る。

### 代表産駒
- Abermaid - 1000ギニー、アズマハンター・ベストブラッドの祖母
- Even Star - アイリッシュ1000ギニー
- Farhana - アベイ・ド・ロンシャン賞

## 血統表
| アバーナントの血統（ハイペリオン系／Chaucer4×5=9.38%、Bay Ronald5×5=6.25%） | アバーナントの血統（ハイペリオン系／Chaucer4×5=9.38%、Bay Ronald5×5=6.25%） | アバーナントの血統（ハイペリオン系／Chaucer4×5=9.38%、Bay Ronald5×5=6.25%） | （血統表の出典）       | （血統表の出典） |
| 父 Owen Tudor 1938 黒鹿毛                                                   | 父の父Hyperion 1930 栗毛                                                    | Gainsborough                                                                | Bayardo                | Bayardo          |
| 父 Owen Tudor 1938 黒鹿毛                                                   | 父の父Hyperion 1930 栗毛                                                    | Gainsborough                                                                | Rosedrop               |                  |
| 父 Owen Tudor 1938 黒鹿毛                                                   | 父の父Hyperion 1930 栗毛                                                    | Selene                                                                      | Chaucer                | Chaucer          |
| 父 Owen Tudor 1938 黒鹿毛                                                   | 父の父Hyperion 1930 栗毛                                                    | Selene                                                                      | Serenissima            |                  |
| 父 Owen Tudor 1938 黒鹿毛                                                   | 父の母Mary Tudor 1931 鹿毛                                                  | Pharos                                                                      | Phalaris               | Phalaris         |
| 父 Owen Tudor 1938 黒鹿毛                                                   | 父の母Mary Tudor 1931 鹿毛                                                  | Pharos                                                                      | Scapa Flow             |                  |
| 父 Owen Tudor 1938 黒鹿毛                                                   | 父の母Mary Tudor 1931 鹿毛                                                  | Anna Bolena                                                                 | Teddy                  | Teddy            |
| 父 Owen Tudor 1938 黒鹿毛                                                   | 父の母Mary Tudor 1931 鹿毛                                                  | Anna Bolena                                                                 | Queen Elizabeth        |                  |
| 母 Rustom Mahal 1934 芦毛                                                   | 母の父Rustom Pasha 1927 黒鹿毛                                              | Son-in-Law                                                                  | Dark Ronald            | Dark Ronald      |
| 母 Rustom Mahal 1934 芦毛                                                   | 母の父Rustom Pasha 1927 黒鹿毛                                              | Son-in-Law                                                                  | Mother in Law          |                  |
| 母 Rustom Mahal 1934 芦毛                                                   | 母の父Rustom Pasha 1927 黒鹿毛                                              | Cos                                                                         | Flying Orb             | Flying Orb       |
| 母 Rustom Mahal 1934 芦毛                                                   | 母の父Rustom Pasha 1927 黒鹿毛                                              | Cos                                                                         | Renaissance            |                  |
| 母 Rustom Mahal 1934 芦毛                                                   | 母の母Mumtaz Mahal 1921 芦毛                                                | The Tetrarch                                                                | Roi Herode             | Roi Herode       |
| 母 Rustom Mahal 1934 芦毛                                                   | 母の母Mumtaz Mahal 1921 芦毛                                                | The Tetrarch                                                                | Vahren                 |                  |
| 母 Rustom Mahal 1934 芦毛                                                   | 母の母Mumtaz Mahal 1921 芦毛                                                | Lady Josephine                                                              | Sundridge              | Sundridge        |
| 母 Rustom Mahal 1934 芦毛                                                   | 母の母Mumtaz Mahal 1921 芦毛                                                | Lady Josephine                                                              | Americus Girl F-No.9-c |                  |